# Ков Рамблерс
Футбольний клуб «Ков Рамблерс» (англ. Cobh Ramblers Football Club, ірл. Cobh Ramblers Football Club) — ірландський футбольний клуб з міста Ков. Клуб був заснований у 1922 році, і проводить свої домашні матчі на стадіоні «Сент-Колманс Парк» місткістю 4 тисячі глядачів. У 2024 році команда грала в Першій лізі Ірландії.